# Алі Абу Хассун
Алі Абу Хассун (араб. علي أبو حسون; д/н — 1554) — останній султан Марокко з династії Ваттасидів в 1554 році. Повне ім'я Абу'л-Гасан Абу Хассун Алі ібн Мухаммад.

## Життєпис
Син султана Мухаммада аш-Шейха. Дата народження невідома. 1526 році після смерті брата — султана Мухаммеда аль-Буртукалі став візиром і регентом при малолітньому небожеві Абу'л-Аббас Ахмаді. Фактично Абу Хассун керував державою. Він намагався протидіяти Саадитам і португальцям.
1527 року військо Ваттасидів у битві біля Ваді-аль-Абіді зазнало поразки. За цих обставин Алі Абу Хассун уклав Тадльський договір з шейхом Мухаммадом про поділ Марокко, чим закріпив владу Абу'л-Аббас Ахмада над північними регіонами.
Тоді регент вирішив діяти дипломатією, уклавши союз з Ахмадом аль-Араджем, братом шейха Мухаммада. 1536 року Абу Хассун і аль-Араджа змусили Шейха Мухаммада відступити на південь. Водночас було встановлено відносини із Францією. Невдовзі передав владу небожеві, втім залишився впливовим діячем.
1545 року після полону Абу'л-Аббас Ахмада став візиром і регентом його сина Мухаммада. Почав перемовини з Османською імперію щодо отримання допомоги проти християнських королівств. 1547 року домовився з Саадитами про повернення Ахмад в обмін на місто Мекнес.
1549 року після поразки військ Ваттасидів та захоплення Фесу втік до Тлемсену. Тут звертався по допомогу до короля Іспанії та Франції, але марно. Зрештою отримав допомогу від португальців. Але його флотилію перемогли османи.
Абу Хассун 1550 року склав присягу вірності османському султанові. 1554 року за допомогою османських військ зумів відвоювати Фес і Північно-Східне Марокко. Його владу визнав Ахмад аль-Арадж. Втім вже у вересні того ж року в битві біля Тадли зазнав нищівної поразки й загинув.